# لوئیجی فیلیپو دامیکو
لوئیجی فیلیپو دامیکو (ایتالیایی: Luigi Filippo D'Amico؛ ۹ اکتبر ۱۹۲۴ – ۲۸ آوریل ۲۰۰۷) یک کارگردان سینمای ایتالیا، فیلم‌نامه‌نویس و نویسندهٔ اهل ایتالیا بود. فیلم مردِ خانوادهٔ وی، محصول سال ۱۹۷۴ میلادی، به عنوان بخشی از مروری بر سینمای کمدی ایتالیا در شصت و هفتمین جشنواره فیلم ونیز نشان داده شد.

## منتخب فیلم‌شناسی
- مشتاقِ زنده ماندن (۱۹۵۳)
- کاستا دیوا (۱۹۵۴)
- مؤسسه ریکوردی (۱۹۵۴)
- آفرین پسر! (۱۹۵۵)
- عشق و ژیمناستیک (۱۹۷۳)
- مردِ خانواده (۱۹۷۴)
- داور (۱۹۷۴)